# Patrick Dahlemann

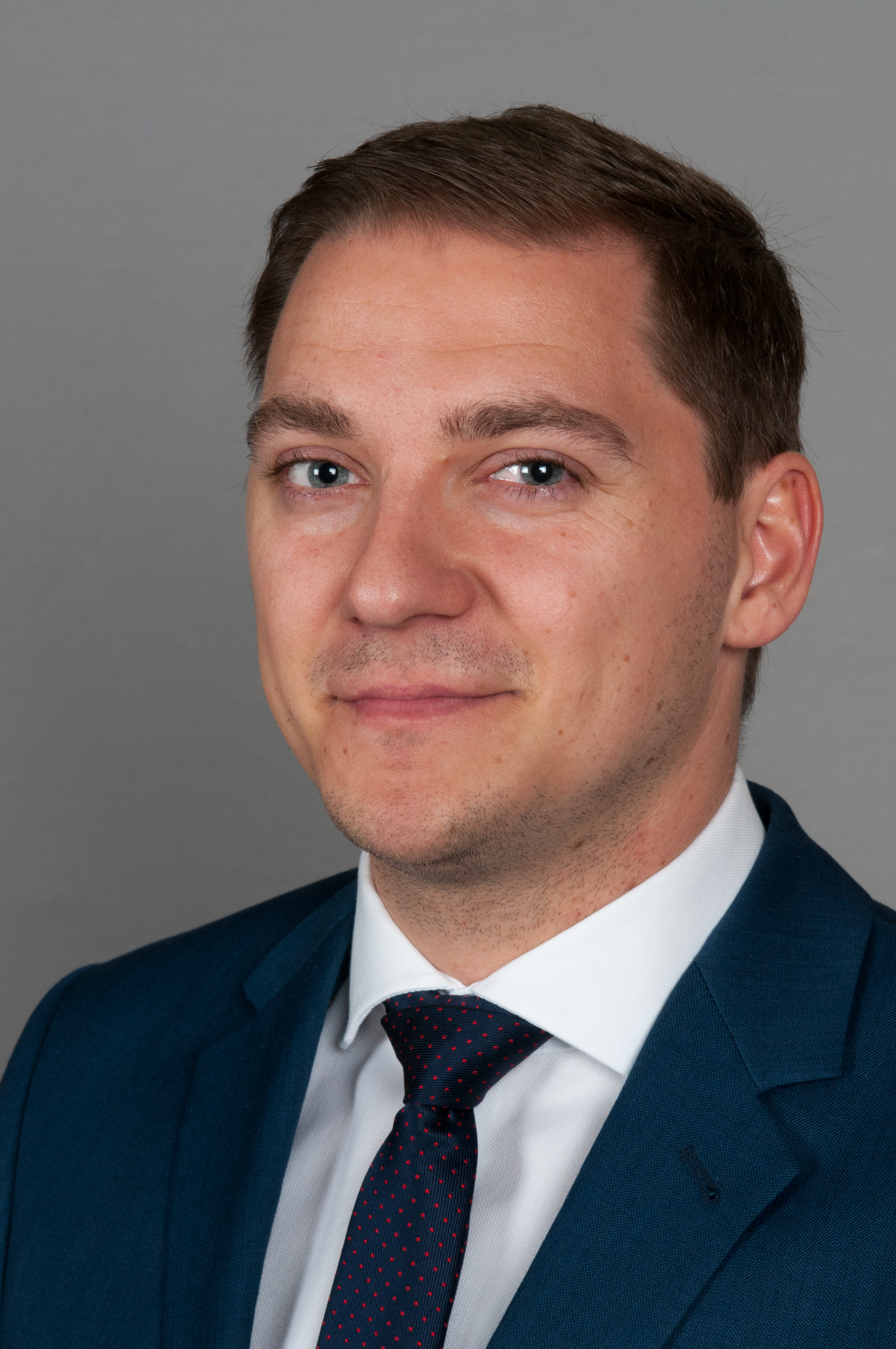
Patrick Dahlemann, 2017

Patrick Dahlemann (* 18. Juli 1988 in Pasewalk) ist ein deutscher Politiker (SPD). Seit April 2014 ist Dahlemann Abgeordneter des Landtages von Mecklenburg-Vorpommern. Zudem ist er seit November 2021 im Rang eines Parlamentarischen Staatssekretärs Chef der Staatskanzlei Mecklenburg-Vorpommern. Zuvor war er von November 2016 bis Oktober 2021 Parlamentarischer Staatssekretär für den Landesteil Vorpommern in der Staatskanzlei.

## Leben und Ausbildung
Dahlemann wuchs als Sohn eines Forstarbeiters und einer Sekretärin im vorpommerschen Torgelow auf und beendete seine Schulausbildung im Jahr 2008 mit dem Abitur am „Greifen-Gymnasium“ in Ueckermünde.
In den Jahren 2008 bis 2014 studierte Dahlemann zwölf Semester an der Universität Greifswald die Fächer Politikwissenschaft und Öffentliches Recht (B.A., 6 Semester), ohne einen Abschluss zu erreichen. In den Jahren 2011/12 sowie 2014 drohte ihm an der Universität Greifswald wegen nicht erfolgreich absolvierter Prüfungen die Zwangsexmatrikulation. Darauf schrieb er sich an der Fernuniversität in Hagen ein. Dass er das Studienende in Greifswald erst zwei Jahre später im Sommer 2016 öffentlich machte und bis dahin zudem den Lebenslauf auf seiner Internetseite und der Internetseite des Landtags Mecklenburg-Vorpommern nicht entsprechend korrigierte, brachte ihm Kritik ein. Im Juli 2018 erklärte Dahlemann schließlich, dass er sein Studium nach 20 Semestern ohne Abschluss beendet hat.
Dahlemann lebt mit seiner Ehefrau und der im November 2020 geborenen gemeinsamen Tochter in Mönkebude.

## Politik
Mit 16 Jahren trat Dahlemann in die SPD ein und war damit für kurze Zeit jüngstes Mitglied im Landkreis Uecker-Randow. In den Jahren 2009 bis 2022 war er Mitglied der Stadtvertretung in Torgelow sowie im dortigen Ausschuss für Soziales, Bildung, Kultur und Sport. Ebenfalls seit 2009 war er Mitglied im Kreistag des Landkreises Uecker-Randow und im Jugendhilfeausschuss des Kreises. Zur Landtagswahl in Mecklenburg-Vorpommern 2011 trat er als Direktkandidat für den Landtagswahlkreis Uecker-Randow I an, das Mandat ging jedoch an seinen Herausforderer von der CDU.
In den Jahren 2011 bis 2021 war Dahlemann gewähltes Mitglied des Kreistages des Landkreises Vorpommern-Greifswald und dort erster stellvertretender Vorsitzender im Jugendhilfeausschuss. Von Oktober 2011 bis April 2014 arbeitete er zudem als Büroleiter der Landtagsabgeordneten Katharina Feike.
Deutschlandweites Medieninteresse erreichte Dahlemann im Januar 2014, als er auf YouTube ein selbst geschnittenes Internetvideo mit einem Redebeitrag auf einer Bundestagswahlkampfveranstaltung der NPD vom 31. Juli 2013 veröffentlichte. Als am 31. Juli 2013 die NPD in Torgelow eine Wahlkampfveranstaltung abhielt, nutzte Dahlemann das Angebot und wandte sich in einer freien Rede vor NPD-Anhängern und Einwohnern gegen die Parolen der NPD und gegen das Schüren von Ängsten vor einem einzurichtenden Asylbewerberheim in der Stadt. Den Einwohnern bot er einen offenen Dialog zu diesem Thema und weiteren Problemen an. Dahlemann stellte ein kommentiertes Video der Rede, das die Aufzeichnungen der NPD enthielt, auf YouTube ein, welches bis zur Löschung rund 180.000 mal angeklickt wurde. Das Video und dessen Erfolg weckten deutschlandweites Medieninteresse. Mittlerweile ist das Video auf YouTube wieder abrufbar.
Am 9. April 2014 rückte Dahlemann für den zuvor zurückgetretenen Abgeordneten Volker Schlotmann in den Schweriner Landtag nach.
Bei der Landtagswahl in Mecklenburg-Vorpommern 2016 errang er für die SPD das Direktmandat im Landtagswahlkreis Vorpommern-Greifswald IV für den Landtag Mecklenburg-Vorpommern mit 31,0 % der Erststimmen vor den Kandidaten von AfD (29,3 %) und CDU (18,5 %). Dahlemanns Direktmandat war zu diesem Zeitpunkt eins von nur drei SPD-Direktmandaten in Vorpommern, was ein entsprechendes Medienecho hervorrief.
Am 18. Oktober 2016 gab Ministerpräsident Erwin Sellering bekannt, dass Dahlemann den Posten des parlamentarischen Staatssekretärs für Vorpommern im Kabinett Sellering III bekleiden soll. Nach der Übernahme des Ministerpräsidentenamtes durch Manuela Schwesig blieb Dahlemann weiterhin parlamentarischer Staatssekretär. Als „Kümmerer vor Ort“ sollte er auch den Vorwurf entkräften, Schwerin vernachlässige den entlegeneren Landesteil im Osten. Während seiner Amtszeit absolvierte er eine Vielzahl von Terminen vor Ort und brachte den Vorpommern-Fonds auf den Weg gebracht. Im April 2018 kam der neu gegründete Vorpommern-Rat in Anklam erstmals zusammen. Nachfolger in dieser Funktion wurde 2021 der Landtagsabgeordnete Heiko Miraß.
Bei der der Landtagswahl 2021 trat er erneut im Landtagswahlkreis Vorpommern-Greifswald IV als Direktkandidat an, gewann dort für die SPD mit 36,8 Prozent der Erststimmen mit dem besten SPD-Ergebnis in allen vorpommerschen Wahlkreisen und vertritt damit den Wahlkreis im 8. Landtag Mecklenburg-Vorpommern.
Nach der Bildung des Kabinetts Schwesig II am 15. November 2021 wurde er erneut zum Parlamentarischen Staatssekretär berufen, wechselte aber innerhalb der Staatskanzlei auf den Posten des Chefs der Staatskanzlei. Die Berufung auf diesen Posten wurde von Seiten der Opposition vielfach kritisiert, da der Chef der Staatskanzlei bisher immer mit einem Beamten besetzt war, Dahlemann die dafür notwendigen Voraussetzungen aber nicht erfülle.

## Auszeichnungen
Für seinen Einsatz gegen die rechtsextreme NPD ehrte die SPD 2014 Dahlemann mit dem Gustav-Heinemann-Bürgerpreis. Im Jahr 2017 wurde Dahlemann durch die Theodor-Heuss-Stiftung mit der Theodor-Heuss-Medaille ausgezeichnet.

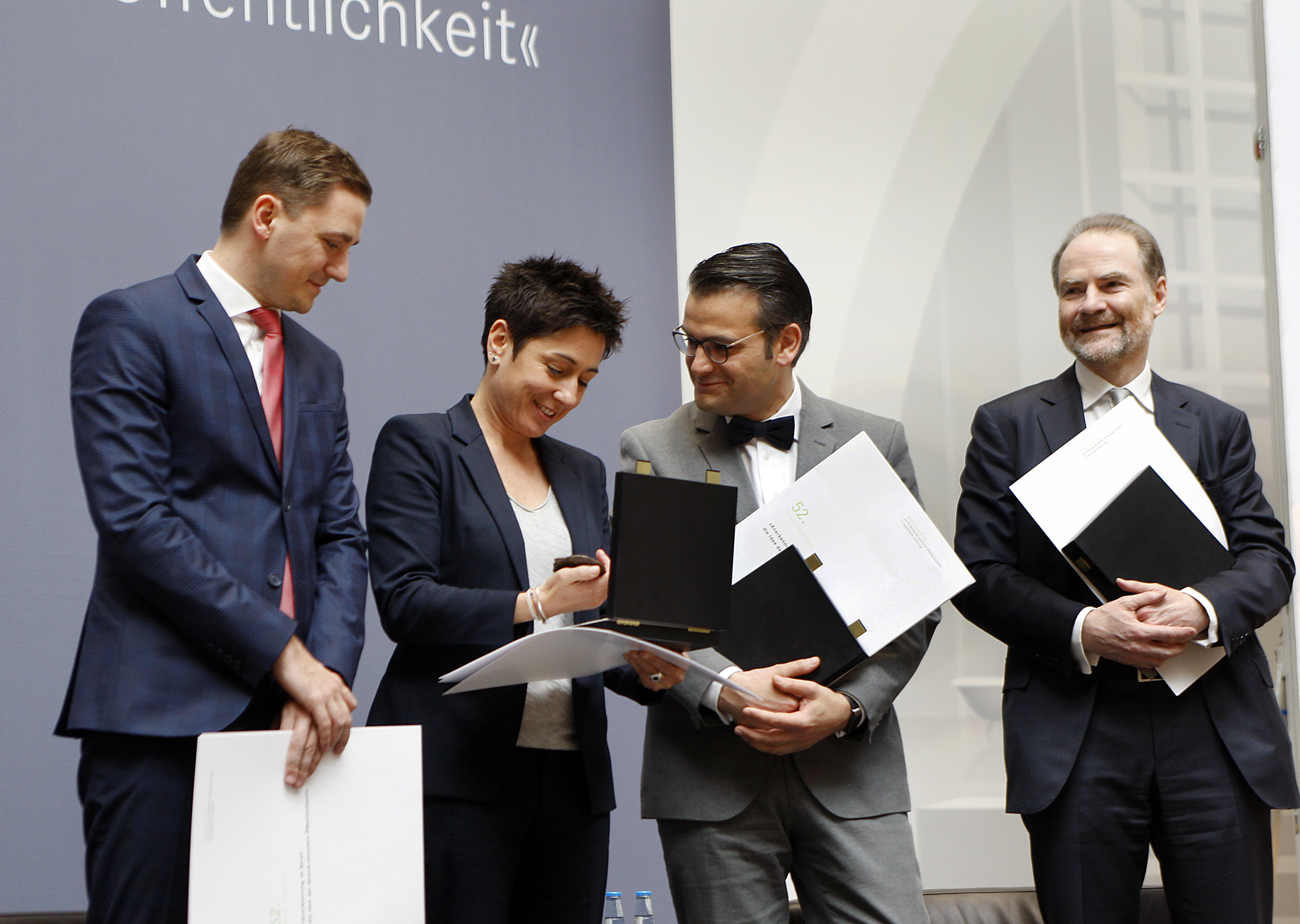
Preis- und Medaillenträger Theodor Heuss Preisverleihung 2017

## Rundfunkberichte
- Alexa Hennings: Mecklenburg-Vorpommern – Wie ein junger SPD-Politiker die AfD ausbootet, Deutschlandfunk – „Hintergrund“ vom 15. August 2018